# 淺水灣 (台灣)

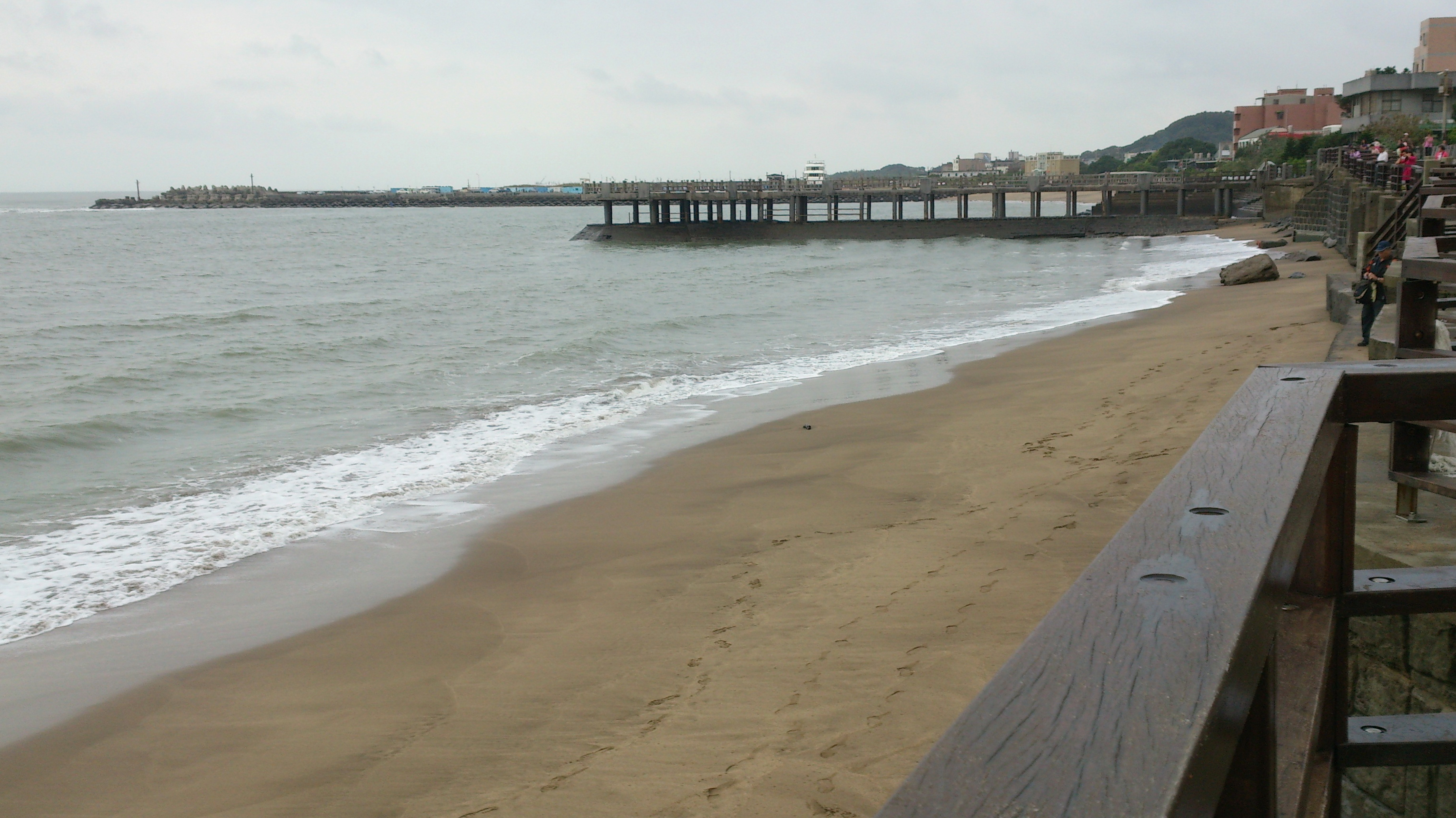
三芝淺水灣海岸

淺水灣位於台灣新北市三芝區，介於白沙灣與洲子灣之間，是一個美麗的沙灘海岸，有許多浪漫的咖啡廳與適合全家歡聚的公園與沙灘。
淺水灣舊名「後厝海岸」，日治時代就是三芝的觀光名勝。近幾年，多了很多充滿異國風味的咖啡廳、民宿，也有民宿結合咖啡廳，面對海邊，讓人有遠離城囂的清新感。而且每一間咖啡廳，後面都有樓梯，讓旅客可以下去海灘，嬉戲，拍照，以增加趣味。